# Giuseppe Garibaldi (1936)

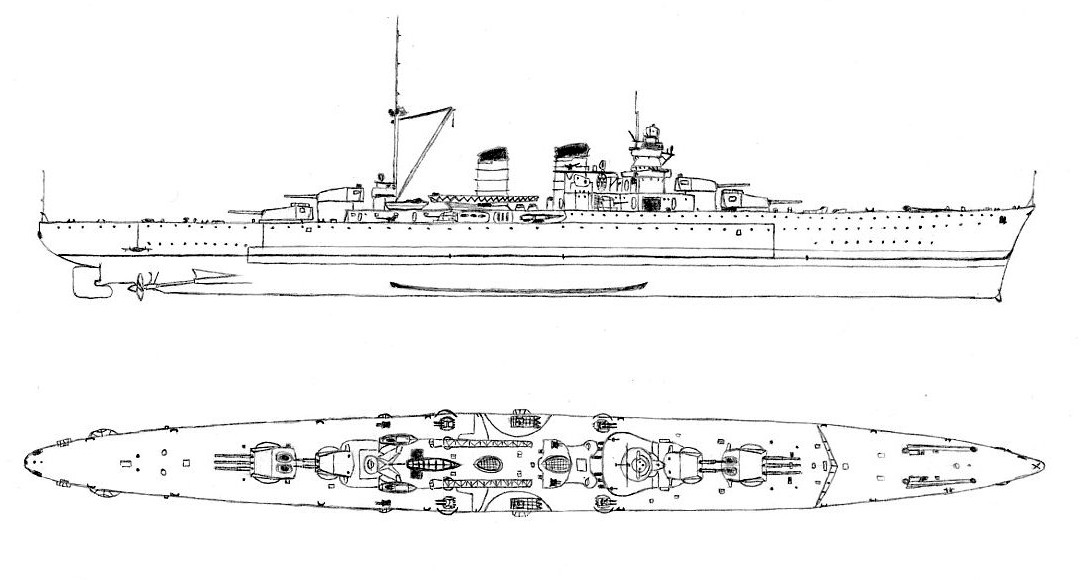
Схематичне зображення легкого крейсера «Джузеппе Гарібальді».

«Джузеппе Гарібальді» (італ. Giuseppe Garibaldi) — військовий корабель, легкий крейсер типу «Дука дельї Абруцці» Королівських ВМС Італії за часів Другої світової війни.

## Історія створення
«Джузеппе Гарібальді» був закладений 28 грудня 1933 на верфі компанії Cantieri Riuniti dell'Adriatico в Трієсті. Спущений на воду 21 квітня 1936 року. 1 грудня 1937 увійшов до складу Королівських ВМС Італії.

## Історія служби
Після вступу в стрій, випробувань та бойової підготовки крейсер був зарахований до складу 8-ї дивізії 1-ї ескадри італійського флоту. Він брав участь у підтримці франкістів під час громадянської війни в Іспанії.
У 1939 році крейсер брав участь у вторгненні в Албанію. Він був у складі ескадри, ціллю якої був порт Дураццо. 

### Друга світова війна
Після вступу Італії у Друг світову війну «Джузеппе Гарібальді» разом з «Дука дельї Абруцці» до літа 1941 року брав участь у супроводженні конвоїв у Північну Африку. Під час однієї з таких операцій, 28 липня 1941 року, коли крейсер повертався в Італію, він був торпедований британським підводним човном «Апхолдер». Торпеда влучила у носову частину корабля, в районі башт головного калібру. Крейсер прийняв 700 тонн води. Ремонті роботи з відновлення корабля тривали більше 4 місяців.
Після ремонту крейсер знову залучався до ескортування конвоїв. У першій операції, 22 листопада 1941 року, коли був торпедований крейсер «Дука дельї Абруцці», «Джузеппе Гарібальді» вирушив йому на допомогу. Він був атакований британською авіацією, але залишився неушкодженим і супроводжував «Дука дельї Абруцці» до свого порту.
З 29 листопада по 2 грудня крейсер брав участь у ще одній конвойній операції, під час якої на ньому вийшла з ладу головна енергетична установка. 
З грудня 1941 року по березень 1942 року «Джузеппе Гарібальді» барв участь у конвойних операціях «M 41», «M 42» та «V 5». З березня по червень через паливну кризу різко знизилась активність італійського флоту, і крейсер практично не виходив у море.
У червні 1942 року крейсер брав участь в операціях «Гарпун» та «Вігорос».
У другому півріччі 1942 року та першому півріччі 1943 року «Джузеппе Гарібальді» здійснював походи на острови окупованої Греції та південної Італії.
Через місяць після капітуляції Італії крейсер прибув на Мальту. Союзне командування вирішило використати крейсер в Атлантиці для полювання на німецькі проривачі блокади. Але ремонтні роботи затягнулись до березня 1944 року, і потреби у крейсері вже не було.
До травня 1945 року крейсер використовувався як швидкохідний транспорт.

### Післявоєнна служба
Після закінчення війни крейсер залишився у складі італійського флоту. На ньому було посилене зенітне озброєння та встановлене нове радіоелектронне обладнання.
У 1957-1961 роках «Джузеппе Гарібальді» був переобладнаний на ракетний крейсер. На ньому були встановлені 4 балістичні ракети «Поларіс» без ядерних боєголовок та зенітна ракетна установка RIM-2 Terrier зі 72 ракетами. Крім того, були встановлені чотири 135-мм універсальні гармати та вісім 76-мм зенітних автоматів. Також на борту розміщувався один протичовновий вертоліт.
У такому вигляді крейсер прослужив 10 років. 20 лютого 1971 року він був виведений в резерв, а у 1978-1979 роках розібраний на метал.